# Bernterode (bei Worbis)
Bernterode este o comună din landul Turingia, Germania.
1. ↑  GeoNames